# 悲惨世界音乐剧中的歌曲
《悲慘世界》是由法國音樂劇作曲家克勞德-米歇爾·勳伯格和阿蘭·鲍伯利共同創作的一部音樂劇，改编自维克多·雨果的同名小说，此條目介紹音樂劇中的大部份歌曲。

## 序幕

### 序曲 / 工作之歌（Work Song）
「序曲」是這齣音樂劇的開場曲，這齣音樂劇也使用序曲介紹劇中的設定 – 1815年法國的土倫。「工作之歌」接在「序曲」之後演唱，這首歌雖然一開始由一群男囚犯進行合唱，不過最後是由尚萬強與賈維對唱。
法語版本
- 1980年法國原版：當時這首歌並沒有出現，也沒有任何序幕。
- 1991年巴黎復排版：這首歌在此版本的法語名稱為Ouverture與Le bagne : pitié, pitié。

### 假释（On Parole）
「假釋」是序幕中的第二首歌曲。
法語版本
- 1980年法國原版：當時這首歌並沒有出現，也沒有任何序幕。
- 1991年巴黎復排版：這首歌在此版本的法語名稱為En liberté conditionnelle。

### 主教之歌（The Bishop）
這首歌曲也被稱為Valjean Arrested, Valjean Forgiven（尚萬強被逮捕與寬恕）。這首歌分為兩部份，第一部份為尚萬強偷竊主教的銀器，第二部份為尚萬強被兩位警員逮捕。前者在大部份的錄音版本都沒有收錄，當兩部份都被演唱時，這首歌又被稱為The Bishop of Digne（米里艾主教）。
法語版本
- 1980年法國原版：當時這首歌並沒有出現，也沒有任何序幕。
- 1991年巴黎復排版：這首歌在此版本的法語名稱為L'évêque de Digne。

### 尚萬強的独白（Valjean's Soliloquy）
這首歌的全名為Valjean's Soliloquy – What Have I Done?（尚萬強的獨白 – 我做了什麼？），是序幕中第四首歌，也是序幕中最後一首歌。這首歌由主角尚萬強演唱。
法語版本
- 1980年法國原版：當時這首歌並沒有出現，也沒有任何序幕。
- 1991年巴黎復排版：這首歌在此版本的法語名稱為Pourquoi ai-je permis à cet homme?。

## 第一幕

### 長日將盡（At the End of the Day）
這首歌曲由各種不同旋律組合而成，曲調又快又複雜。由一群各式各樣的窮人、女工合唱，並且由幾位工人獨唱，同時伴隨著反覆的管弦演奏。
法語版本
- 1980年法國原版：這首歌是此版本的第一首歌曲，法語名稱為La journée est finie。
- 1991年巴黎復排版：這首歌在此版本的法語名稱為Quand un jour est passé。

### 我曾有夢（I Dreamed a Dream）
這首歌是由芳婷所唱的，訴說著她一開始對美好世界的嚮往，但因為丈夫拋下她與珂賽特，因而對世界美好便逐漸地失去希望，又因為珂賽特生病需要錢，但卻被解雇，因此其只能靠賣掉頭髮、牙齒及身體，來賺錢，所以她於被侵犯後，才會唱出這首對世界失去希望的悲傷歌曲。

### 可愛小姐（Lovely Ladies）
在「可愛小姐」之後演唱的歌曲是「芳婷遭捕」，這兩首歌有時會被當成同一首歌。這首歌曲描述了失業的芳婷在碼頭徘徊，最後為了生存而決定賣淫。
法語版本
- 1980年法國原版：當時這首歌雖然沒有出現，不過有一部分的劇情出現於La nuit，芳婷賣出頭髮的橋段則出現於Les beaux cheveux que voilà。這首歌的縮減版本則於結尾加入J'avais rêvé d'une autre vie，部份旋律與終曲相同，也有部份旋律是「可愛小姐」的慢速版。
- 1991年巴黎復排版：這首歌在此版本的法語名稱為Tu viens, chéri!。

### 芳婷遭捕（Fantine's Arrest）
這首歌曲接在「可愛小姐」之後演唱（這兩首歌有時會被當成同一首歌）。由於尚萬強在這首歌的演出，因此這首歌又被稱為Valjean's Intervention（尚萬強的干涉）。
法語版本
- 1980年法國原版：當時被分割為兩首歌曲，其中一首歌曲名為Dites-moi ce qui se passe，另一首歌曲名為Fantine et Monsieur Madeleine。
- 1991年巴黎復排版：這首歌在此版本並未收錄。

### 我是誰？（Who Am I?）
這首歌由主角尚萬強獨唱，曲調相當緩慢，而且部份曲調與「日復一日」相同。
法語版本
- 1980年法國原版：這首歌沒有在此版本出現，但是有部份內容出現於「Comment faire?」。此版本多出了敘述尚萬強之過去的劇情，因為法國原版本並沒有序幕。
- 1991年巴黎復排版：這首歌在此版本被稱為Le procès : comment faire?

### 芳婷之死（Fantine's Death）
這首歌也被稱為「回到我身边」（Come to Me）。這首歌的節奏慢，而且曲調相當柔和。旋律基本上與「形單影隻」相同。
法語版本
- 1980年法國原版：這首歌沒有在此版本出現。
- 1991年巴黎復排版：這首歌在此版本的法語名稱為La mort de Fantine。

### 正面衝突（The Confrontation）
芳婷死後尚萬強欲實現芳婷的遺言要照顧好珂賽特，
但賈維必須要逮捕這位逃亡多年的犯人尚萬強，而產生了這首曲子；
在歌詞中展現很多音樂上的技巧，兩人一高一低的合唱二重奏，
並且前面使用宣敘調後面則用詠唱調，讓這首曲子
更加精采，合唱也產生火花，非常動人。

### 雲端城堡（Castle on a Cloud）
這首歌是年幼珂賽特的一首獨唱，她在歌中唱到有一座城堡，她在那裏不用打掃，且有一位身穿白衣的淑女會照顧她。在結尾的部分，這首歌被一段跳脫主旋律的小調打斷，並帶出了德納第夫人的出場，但這段在許多錄音的版本中都被刪除了。在這首歌結束後，德納第夫人命令小珂賽特到森林裡的井中取水，雖然珂賽特再次以雲端城堡（Castle on a Cloud）的旋律回應說她不敢一個人去，但德納第夫人仍強迫她去，且在她面前稱讚自己的女兒愛波寧，並再度斥責珂賽特(在愛波寧示意她珂塞特尚未離去後)，警告她不要讓她要求她第二次。
法語版本
- 1980年法國原版：主要的旋律在該版的法語名稱為Mon prince est en chemin，在開始時有一長段純樂器的演奏；而德納第夫人出場的那段則被稱為Mam'zelle Crapaud，後來才在英語版時被加入雲端城堡這首歌的結束。
- 1991年巴黎復排版：在這個版本中，此首歌被稱為Une poupée dans la vitrine，意思為展示窗中的娃娃。這反映了原著中，小珂賽特看見了櫥窗中的娃娃，非常想要，而後來尚萬強也買了那個娃娃給她。

### 酒店主人（Master of the House）
由泰納迪埃夫婦和酒店的人客合唱。前半部分講述泰納迪埃的酒店中的日常運作；後半部分講述泰納迪埃夫人對泰納迪埃先生的抱怨。

### 討價還價（The Bargain）
描述尚萬強向泰納迪埃夫婦要求收養珂賽特，泰納迪埃夫婦卻利用珂賽特向萬強向討錢。

### 一瞬之間（Suddenly）
一瞬之間是悲慘世界 (2012年電影)的原創歌曲，描述尚萬強帶領珂賽特離開酒店，並且答應照顧她，這首歌入圍了奧斯卡最佳原創歌曲獎。

### 繁星（Stars）
這首歌是由賈維所獨唱的兩首歌曲之一，也是這齣音樂劇較知名的歌曲之一。在英國倫敦西區原版與悲慘世界 (2012年電影)裡，這首歌於「天可憐見」之前演唱。
法語版本
- 1980年法國原版：當時這首歌並沒有出現。
- 1991年巴黎復排版：這首歌在此版本的法語名稱為Sous les étoiles。

### 咖啡館 – 紅與黑（The ABC Café – Red and Black）
描述ABC之友社在準備革命，同時成員之一的馬里於斯告知其他成員自己代入愛河的事。

### 你有聽到人民在唱歌嗎？（Do You Hear the People Sing?(The People's Song)）
《Do You Hear the People Sing?》，是本作最膾炙人口的一首歌曲，在世界各地廣為流傳，有各國語言翻唱的版本。
 後來亦逐漸成為近年來最受歡迎的社運歌曲之一.
關於中文曲名並無固定譯名，網路上有各式各樣的譯名，以下表格是曲名英文單字的中文翻譯整理。（中文翻譯可互相替換）
| 英文       | 中譯1  | 中譯2 | 中譯3 | 中譯4  | 中譯5 | 中譯6 | 中譯7 | 中譯8 | 中譯9 |
| ---------- | ------ | ----- | ----- | ------ | ----- | ----- | ----- | ----- | ----- |
| Do You     | 你是否 | 你    | 你可  | 你可否 | 你有  | 你曾  |       |       |       |
| Hear       | 聽見   | 聽到  | 聽聞  |        |       |       |       |       |       |
| the People | 人民   | 人們  | 人群  | 民眾   | 群眾  | 我們  |       |       |       |
| Sing       | 歌聲   | 歌唱  | 唱    | 唱歌   | 聲    | 心聲  | 聲音  | 吶喊  | 怒吼  |

法語版本
- 1980年法國原版：這首歌在此版分被稱為À la volonté du peuple。
- 1991年巴黎復排版：這首歌在此版本被稱為À la volonté du peuple。

#### 其他語言翻唱
| 語言   | 發表日期      | 曲名             | 備註 |
| ------ | ------------- | ---------------- | --- |
| 中文   | 2009年2月11日 | 人群的歌聲高騰   | 由作詞家陳維斌填詞，發表於Youtube。                                                                        |
| 粵語   | 1997年1月30日 | 人民之歌         | 由歌手金佩瑋填詞。2010年1月，發生香港反高鐵撥款警民衝突事件，人民包圍立法會旁，高歌此曲。                  |
| 日語   | 1987年6月11日 | 民衆の歌         | 由岩谷時子譯詞，發表於悲慘世界在日本首演時。                                                               |
| 台灣話 | 2013年7月28日 | 你敢有聽著咱的歌 | 由精神科醫師吳易澄填詞，吳易澄表示有感於美麗灣度假村爭議、大埔事件、洪仲丘事件等社會議題，而產生創作靈感。 |
| 客家話 | 2013年7月29日 | 你敢有聽到恩唱歌 | 由竹山安填詞。                                                                                             |
| 粵語   | 2014年5月25日 | 問誰未發聲       | 由一名身份不明網民執筆粵語填詞，為622公投活動的主題曲。                                                    |

### 我的一生（In My Life）
這首歌的全名是「Rue Plumet – In My Life」（普魯梅街 – 我的一生），是這齣音樂劇較知名的歌曲之一。這首歌曲很大一部份由珂賽特與尚萬強進行二重唱，馬里於斯與愛波寧亦在接近結尾時演唱。
法語版本
- 1980年法國原版：這首歌在此版分為兩部份，由珂賽特演唱的部份稱為Cosette: Dans la vie，由馬里於斯演唱的部份稱為Marius: Dans la vie。
- 1991年巴黎復排版：這首歌在此版本被稱為Rue Plumet – Dans ma vie。

### 愛已滿溢（A Heart Full of Love）
這首歌由珂賽特、馬里於斯與愛波寧演唱。
法語版本
- 1980年法國原版：這首歌在此版本的法語名稱為Le cœur au bonheur。
- 1991年巴黎復排版：這首歌在此版本的法語名稱為Le cœur au bonheur。

## 第二幕

### 形單影隻（On My Own）
這首歌由愛波寧獨唱。這首歌曲的副歌雖然增加了一些不同的桥段與歌詞，但是曲調基本上與「芳婷之死」相同。一開始使用D調，之後轉調至B♭（B-flat），最後使用F調。
其他使用
這首歌在許多著名的事件也有出現，例如：
- 關穎珊在1997年的國際滑冰聯盟花式溜冰大獎賽美國站與1998年的Tokyo Golden Gala都使用該曲作為配樂。
- 在戀愛時代 (美國電視劇)，由凱蒂·荷姆斯飾演的Joey Potter曾演唱過這首歌。
- 在歡樂合唱團，由麗婭·米歇爾飾演的Rachel Berry曾演唱過這首歌[9]。
- Yolandita Monge（英语：Yolandita Monge）創作了此歌曲的西班牙語版本，歌曲名稱為Solo Yo。
- 安·海瑟薇曾於第83屆奧斯卡金像獎惡搞這首歌。（海瑟薇於悲慘世界 (2012年電影)飾演芳婷）
- 金妍兒滑冰時使用過幾個悲惨世界音乐剧中的歌曲，包含這首歌。

法語版本
- 1980年法國原版：雖然這首歌是由芳婷所演唱的L'air de la misère改編而來，但是當時這首歌尚未成形。此版本由愛波寧獨唱的歌曲名為L'un vers l'autre，與目前的「形單影隻」不相同。
- 1991年巴黎復排版：這首歌在此版本的法語名稱為Mon histoire。

### 帶他回家（Bring Him Home）
這首歌是由尚萬強所唱，因為明天就要革命了，尚萬強希望馬里歐可以平安的回來，不要讓一個年青的人就這樣死掉，其實這首歌也是尚萬強對馬里歐和柯賽特愛情的肯定，祝福他們可以不要天人永隔，可以永遠在一起

### 伽弗洛什之死（The Death Of Gavroche）
這首歌曲又被稱為The Second Attack（第二波攻擊），是這齣音樂劇的重要情節。描述伽弗洛什到前線回收革命者的彈藥，當他獨唱著Little People（市井匹夫）時突然被槍殺了。
英國詩人James Fenton為了伽弗洛什之死而寫了一首名為Ten Little Bullets的歌曲。伽弗洛什於「天可憐見」獨唱時使用了Ten Little Bullets的主旋律。然而這首Ten Little Bullets在以前的錄音版本並未收錄。只有2006年的百老匯復排版重新使用。
法語版本
- 1980年法國原版：這首歌在此版本的法語名稱為La mort de Gavroche。
- 1991年巴黎復排版：這首歌在此版本的錄音中被刪除。

### 最後戰役（The Final Battle）
此曲以器樂為主，大多數的錄音版本都沒收錄。重複的第一小節的主旋律由「你有聽到人民在唱歌嗎？」變化而來，此曲的劇情結束前重複著「紅與黑」的主旋律。
法語版本
- 1980年法國原版：當時這首歌並沒有出現。
- 1991年巴黎復排版：這首歌從此版本的錄音中移除。

### 賈維自盡之歌（Javert's Suicide）
這首歌是由賈維所唱，因為放過尚萬強，內心十分的自責，因為他覺得尚萬強本就該死，但因著尚萬強在前面放了他，所以賈維對尚萬強是好人還是壞人的認知有些分不清，最後內疚因而自殺。

### 人去樓空（Empty Chairs at Empty Tables）
「人去樓空」由馬里於斯·彭梅胥獨唱，馬里於斯·彭梅胥為了悼念他的朋友都在堡壘被殺害而唱這首歌。此歌曲部份旋律與「主教之歌」相同。
法語版本
- 1980年法國原版：當時這首歌並沒有出現。
- 1991年巴黎復排版：這首歌在此版本的名稱為Seul devant ces tables vides。

### 每一天（Every Day）
這首歌可分為Every Day與Marius and Cosette（馬里於斯與珂賽特）兩部份，由珂賽特、馬里於斯與尚萬強演唱。第二部份與「愛已滿溢」相同。
法語版本
- 1980年法國原版：當時這首歌並沒有出現，但是相同的音樂片段有在其他劇情演奏。
- 1991年巴黎復排版：這首歌從此版本的錄音中移除。

## 最終幕

### 尚萬強之死（Valjean's Death）
這首歌曲是悲慘世界音乐剧倒數第二首（或是最後一首，這取決於歌曲的編制）。這首歌有時會與「終曲」結合成一首歌，結合後的歌曲被稱為「最終幕」（如同音樂劇的序幕）。芳婷與愛波寧歡迎尚萬強獲得救贖，「尚萬強之死」借用了「芳婷之死」的曲調，最後步入結局，「帶他回家」。
法語版本
- 1980年法國原版：這首歌在此版本的法語名稱為Épilogue: la lumière。
- 1991年巴黎復排版：這首歌在此版本的法語名稱為Final: c'est pour demain。

### 終曲
終曲與「你有聽到人民在唱歌嗎？」相同，是這齣音樂劇的最後一首歌曲；這首歌曲經常與「尚萬強之死」一起被錄製為同一首歌曲，並且簡稱為「最終幕」。
法語版本
- 1980年法國原版：當時這首歌並沒有出現，此版本以「尚萬強之死」為終曲。
- 1991年巴黎復排版：這首歌在此版本的法語名稱為Final: c'est pour demain。

## 各種錄音版本的收錄歌曲
圖示
- – 完整收錄
- – 部份收錄
- – 沒收錄

| 歌曲                   | 英國倫敦西區原版 | 百老匯原版 | 10周年紀念演唱會 | 完整交響版 | 法國原版  | 巴黎復排版 | 校園版[a] | 悲慘世界 (2012年電影) |
| ---------------------- | ---------------- | ---------- | ---------------- | ---------- | --------- | ---------- | --------- | --------------------- |
| 序曲 / 工作之歌        | Yes              | Yes        | Yes              | Yes        | No        | Yes        | Partially | Yes                   |
| 假釋                   | No               | No         | Partially        | Yes        | No        | No         | Partially | Partially             |
| 主教之歌               | Partially        | Partially  | Yes              | Yes        | No        | Partially  | Partially | Partially             |
| 尚萬強獨白             | Yes              | Yes        | Yes              | Yes        | No        | Yes        | Partially | Yes                   |
| 長日將盡               | Yes              | Yes        | Yes              | Yes        | Yes       | Yes        | Yes       | Yes                   |
| 我曾有夢               | Yes              | Yes        | Yes              | Yes        | Yes       | Yes        | Yes       | Yes                   |
| 可愛小姐               | Yes              | Yes        | Partially        | Yes        | Partially | Yes        | Partially | Yes                   |
| 芳婷遭捕               | No               | No         | Yes              | Yes        | Yes       | No         | Partially | Partially             |
| 我是誰？               | Yes              | Yes        | Yes              | Yes        | No        | Yes        | Partially | Yes                   |
| 芳婷之死               | Yes              | Yes        | Yes              | Yes        | No        | Yes        | Yes       | Yes                   |
| 正面衝突               | Yes              | Yes        | Yes              | Yes        | No        | Yes        | Partially | Yes                   |
| 雲端城堡               | Partially        | Partially  | Partially        | Yes        | Yes       | Partially  | Partially | Yes                   |
| 酒店主人               | Partially        | Partially  | Partially        | Yes        | Partially | Partially  | Partially | Yes                   |
| 一瞬之間               | No               | No         | No               | No         | No        | No         | No        | Yes                   |
| 討價還價               | No               | No         | Partially        | Yes        | Yes       | No         | Partially | Yes                   |
| 天可憐見               | Partially        | Yes        | Yes              | Yes        | Yes       | Yes        | Partially | Yes                   |
| 搶奪                   | No               | No         | No               | Yes        | Partially | No         | Partially | Yes                   |
| 繁星                   | Yes              | Yes        | Yes              | Yes        | No        | Yes        | Partially | Yes                   |
| 愛波寧的差事           | No               | No         | No               | Yes        | No        | No         | Yes       | Yes                   |
| 咖啡館 – 紅與黑        | Partially        | Partially  | Yes              | Yes        | Partially | Partially  | Partially | Partially             |
| 你有聽到人民在唱歌嗎？ | Yes              | Yes        | Yes              | Yes        | Yes       | Yes        | Yes       | Yes                   |
| 我的一生               | Partially        | Yes        | Partially        | Yes        | Partially | Yes        | Partially | Yes                   |
| 愛已滿溢               | Partially        | Yes        | Yes              | Yes        | Partially | Yes        | Yes       | Yes                   |
| One Day More           | Yes              | Yes        | Yes              | Yes        | Yes       | Yes        | Yes       | Yes                   |
| 形單影隻               | Yes              | Yes        | Yes              | Yes        | No        | Yes        | Yes       | Yes                   |
| 築起堡壘               | Partially        | Yes        | Yes              | Yes        | No        | Yes        | Partially | Partially             |
| 落下小雨               | Yes              | Yes        | Yes              | Yes        | Yes       | Yes        | Partially | Partially             |
| 首波攻擊               | No               | Partially  | Yes              | Yes        | Partially | Partially  | Partially | Yes                   |
| 與我共飲               | Yes              | Yes        | Yes              | Yes        | Yes       | Yes        | Yes       | Partially             |
| 帶他回家               | Yes              | Yes        | Yes              | Yes        | No        | Yes        | Yes       | Yes                   |
| 伽弗洛什之死           | No               | No         | No               | Yes        | Yes       | No         | [b]       | Partially             |
| 最後戰役               | No               | No         | Yes              | Yes        | No        | No         | Yes       | Yes                   |
| 下水道                 | No               | No         | Yes              | Yes        | No        | No         | Yes       | Yes                   |
| 賈維自盡之歌           | Partially        | Partially  | Yes              | Yes        | Partially | Yes        | Yes       | Yes                   |
| 轉變                   | Yes              | Yes        | Yes              | Yes        | No        | Yes        | Partially | Partially             |
| 人去樓空               | Yes              | Yes        | Yes              | Yes        | No        | Yes        | Yes       | Yes                   |
| 每一天                 | No               | No         | Yes              | Yes        | No        | No         | Yes       | Yes                   |
| 尚萬強的告解           | No               | No         | No               | Yes        | Yes       | No         | Yes       | Yes                   |
| 婚禮                   | Partially        | Partially  | Partially        | Yes        | Yes       | Partially  | [c]       | Partially             |
| 宴席中的乞丐           | Yes              | Yes        | Partially        | Yes        | No        | Yes        | Partially | Partially             |
| 尚萬強之死             | Partially        | Partially  | Yes              | Yes        | Partially | Partially  | Partially | Yes                   |
| 終曲                   | Yes              | Yes        | Yes              | Yes        | No        | Yes        | Yes       | Yes                   |

註解
- a  雖然校園版許多歌曲都有修改，但是大部分均為小修改。
- b  雖然校園版有收錄「伽弗洛什之死」，但是並未於25周年紀念演唱會中演唱。
- c  雖然「婚禮」在校園版中被刪除，但是有在25周年紀念演唱會中演唱。